# Jack Wagner (sceneggiatore)
Jack Warner, nato Jackson Wagner (Los Angeles, 20 maggio 1891 – Los Angeles, 13 luglio 1963), è stato uno sceneggiatore statunitense.
Candidato all'Oscar per il miglior soggetto originale per il film di Irving Pichel L'ombra dell'altro, Wagner lavorò nel cinema anche come assistente regista.
Nel 1930, firmò due film come regista e, negli anni quaranta, produsse due altre pellicole.

## Filmografia

### Sceneggiatore
- The Teaser, regia di William A. Seiter (1925)
- Red Hot Tires, regia di Erle C. Kenton (1925)
- Bobbed Hair, regia di Alan Crosland (1925)
- The Fighting Edge, regia di Henry Lehrman (1926)
- Il mostro del mare (The Sea Beast), regia di Millard Webb (1926)
- The Caveman, regia di Lewis Milestone (1926)
- Other Women's Husbands, regia di Erle C. Kenton (1926)
- Footloose Widows, regia di Roy Del Ruth (1926)
- Syncopating Sue, regia di Richard Wallace (1926)
- Notte di Capodanno a New-York (Wolf's Clothing), regia di Roy Del Ruth (1927)
- McFadden's Flats, regia di Richard Wallace (1927)
- What Every Girl Should Know, regia di Charles Reisner (1927)
- The Poor Nut, regia di Richard Wallace (1927)
- Lady Be Good, regia di Richard Wallace (1928)
- They Shall Not Pass Out, regia di Ralph Ceder - cortometraggio (1929)
- Clancy in Wall Street, regia di Ted Wilde (1930)
- El precio de un beso, regia di Marcel Silver, James Tinling (1930)
- Del mismo barro, regia di David Howard (1930)
- Entre platos y notas, regia di Jack Wagner (1930)
- Cupido Chauffeur, regia di Jack Wagner (1930)
- El impostor, regia di Lewis Seiler (1931)
- Sea Soldier's Sweeties, regia di  Harry Edwards - cortometraggio (1932)
- A Merchant of Menace, regia di Harry Sweet - cortometraggio (1933)

- La Cucaracha, regia di Lloyd Corrigan (1934)
- Belle of the Nineties, regia di Leo McCarey (1934)
- Amore tzigano (The Little Minister), regia di Richard Wallace (1934)
- Goin' to Town, regia di Alexander Hall (1935)
- La corazzata Congress (Annapolis Farewell), regia di Alexander Hall (1935)
- King of Burlesque, regia di Sidney Lanfield (1936)
- Il pirata ballerino (Dancing Pirate), regia di Lloyd Corrigan (1936)
- I due avventurieri (Little Men), regia di Norman Z. McLeod (1940)
- L'ombra dell'altro (A Medal for Benny), regia di Irving Pichel (1945)
- Vita rubata (La otra), regia di Roberto Gavaldón (1946)
- La perla, regia di Emilio Fernández (1947)
- The Pearl, regia di Emilio Fernández (1947)
- Capitano Casanova

### Regista
- Entre platos y notas (1930)
- Cupido Chauffeur (1930)

### Assistente regista
- A Splendid Hazard, regia di Arthur Rosson (1920)
- Dulcy, regia di Sidney Franklin (1923)

### Effetti special
- Lord Fauntleroy (Little Lord Fauntleroy), regia di John Cromwell (1936)